# Claudia Amura
Claudia Noemi Amura (ur. 26 sierpnia 1970 w Buenos Aires) – argentyńska szachistka, arcymistrzyni od 1998 roku.

## Kariera szachowa
W szachy gra od 7. roku życia. W drugiej połowie lat 80. jej trenerem był Oscar Panno. W czasie swojej kariery wielokrotnie zdobywała tytuły mistrzyni Argentyny. Triumfowała w mistrzostwach państw panamerykańskich (Wenezuela, 1997), sześciokrotnie w mistrzostwach Ameryki Południowej (1990, 1992, 1994, 1996, 1998, 1999) oraz w memoriale Jose Raula Capablanki (Kuba, 1990, turniej kobiecy). Trzykrotnie (w latach 1990, 1991 i 1993) startowała w turniejach międzystrefowych (eliminacji mistrzostw świata), najlepszy wynik osiągając w 1990 r. w Azowie, gdzie zajęła wysokie V miejsce (przed m.in. Ketevan Arachamią-Grant, Peng Zhaoqin, Agnieszką Brustman i Ildikó Mádl). Poza tym dwukrotnie wystąpiła w mistrzostwach świata rozgrywanych systemem pucharowym, a obu przypadkach odpadając w I rundach: w 2000 z Xu Yuhua, a w 2006 z Iriną Krush. Dwukrotnie (2005, 2007) zdobyła brązowe medale mistrzostw Ameryki. W 2007 r. zwyciężyła w turnieju strefowym w Potrero de los Funes.
Wielokrotnie reprezentowała Argentynę w turniejach drużynowych, m.in.: ośmiokrotnie na olimpiadach szachowych (w latach 1988, 1990, 1992, 1994, 1998, 2008, 2010, 2012); medalistka: indywidualnie – srebrna (1990 – na I szachownicy).
Najwyższy ranking w karierze osiągnęła 1 stycznia 1991 r., z wynikiem 2405 punktów zajmowała wówczas 12. miejsce na światowej liście FIDE, jednocześnie zajmując 1. miejsce wśród argentyńskich szachistek.

## Życie prywatne
Od 1997 r. jest żoną czołowego meksykańskiego szachisty, Gilberto Hernándeza.